# Знаки поштової оплати України 2023
Знаки поштової оплати України 2023 — перелік поштових марок, введених в обіг Укрпоштою у 2023 році.
2023 року були випущені 47 поштових марок, у тому числі 42 комеморативні (пам'ятні) поштові марки (у тому числі випущені 8 блоків та 1 зчіпка) та 5 стандартних поштових марок.
Всі марки випускались з літерними номіналами:
| Літерний номінал | Кількість марок | Вартість, грн | Вартість, доларів США (еквівалент) | Тариф                                                                                       |
| ---------------- | --------------- | ------------- | ---------------------------------- | ------------------------------------------------------------------------------------------- |
| A                | 1               |               | 1,00                               | пересилання поштової картки до 20 г до іноземних держав авіа- та наземним транспортом       |
| F                | 15              | 23,00         |                                    | пересилання рекомендованого листа до 50 г наземним транспортом у межах України              |
| H                | 1               | 0,50          |                                    | доплатна марка                                                                              |
| L                | 3               | 15,00         |                                    | пересилання пріоритетного простого листа до 50 г наземним транспортом у межах України       |
| M                | 13              | 18,00         |                                    | пересилання непріоритетного простого листа до 250 г наземним транспортом у межах України    |
| T                | 1               | 6,00          |                                    | доплатна марка                                                                              |
| U                | 8               | 12,00         |                                    | пересилання непріорітетного простого листа до 50 г у межах України                          |
| W                | 2               |               | 1,5                                | пересилання непріоритетного простого листа до 50 г наземним транспортом до іноземних держав |
| X                | 3               | 40,00         |                                    | доплатна марка                                                                              |

Частина марок мала додатковий номінал, призначений для відрахування на соціальні (благодійні) цілі:
| Додатковий номінал, грн | Кількість марок |
| ----------------------- | --------------- |
| 2,00                    | 6               |
| 3,00                    | 1               |
| 5,00                    | 1               |
| 7,00                    | 2               |
| 8,00                    | 5               |
| 16,00                   | 1               |

## Список комеморативних марок
Марки відсортовані за датою введення.
| № у каталозі             | Зображення | Опис та джерело | Номінал                                                          | Дата введення в обіг   | Тираж     | Дизайн                                                            |
| ------------------------ | ---------- | --- | ---------------------------------------------------------------- | ---------------------- | --------- | ----------------------------------------------------------------- |
| Блок № 198 (№ 2023—2027) |            | Поштовий блок «Воїни світла. Воїни добра» - «Дорожники» - «Енергетики» - «Водопостачальники» - «Зв'язківці» - «Газовики» | Літерний номінал «M»                                             | 15 лютого 2023 року    | 300 000   | Олександр Нікітюк                                                 |
| № 2028                   |            | Марка «ПТН ПНХ!» | Літерний номінал «F» +7,00 грн.                                  | 24 лютого 2023 року    | 1 500 000 | Бенксі                                                            |
| Блок № 199 (№ 2029—2031) |            | Поштовий блок «Не забудемо! Не пробачимо! Буча. Ірпінь. Гостомель» - «Місто Героїв. Буча» - «Місто Героїв. Ірпінь» - «Місто Героїв. Гостомель» | Літерний номінал «M»                                             | 31 березня 2023 року   | 100 000   | Сергій Нужненко, Михайло Джос (фото) Олександр Нікітюк (малюнок)  |
| № 2032                   |            | Марка «Kalush Orchestra» | Літерний номінал «L»                                             | 10 квітня 2023 року    | 780 000   | Святослав Романчак                                                |
| Блок № 201 (№ 2038—2040) |            | Поштовий блок «Слава Силам оборони і безпеки України! Гвардія наступу» - «Національна гвардія України» - «Державна прикордонна служба України» - «Національна поліція України» | Літерний номінал «F»                                             | 9 травня 2023 року     | 235 000   | Олександр Охапкін                                                 |
| № 2041 № 2042            |            | Зчіпка «EUROPA. Мир — найвища цінність людства» - «Мир. Перемога. Україна» - «Мир — найвища цінність людства» | Літерний номінал «U», літерний номінал «A»                       | 24 травня 2023 року    | 300 000   | Марія Суслова Лінда Бос, Руна Егілсдоттір                         |
| Блок № 202 (№ 2043—2047) |            | Поштовий блок «Діти Перемоги малюють Україну майбутнього» - «Найзаповітніша мрія. Олександра Федорчук, 14 років». - «Голуб миру. Вероніка Іванцова, 9 років». - «Дорогою в майбутнє. Олександра Бушинська, 13 років» - «Все буде Україна! Анастасія Мисько, 12 років». - «Щастя — це бути вдома. Варвара Колесова, 9 років». | Літерний номінал «U»+8,00 грн.                                   | 1 червня 2023 року     | 135 000   | Вказано в назвах марок                                            |
| № 2048                   |            | Марка «Слава Силам оборони і безпеки України! Головне управління розвідки Міністерства оборони України» | Літерний номінал «F» +7,00 грн.                                  | 30 червня 2023 року    | 1 075 000 | Олександр Охапкін                                                 |
| № 2049                   |            | Марка «Слава Силам оборони і безпеки України! Служба безпеки України» | Літерний номінал «F»                                             | 26 липня 2023 року     | 1 075 000 | Олександр Охапкін                                                 |
| № 2050                   |            | Марка «Винищувачі зла» | Літерний номінал «F» +16,00 грн.                                 | 4 серпня 2023 року     | 600 000   | Максим Паленко                                                    |
| № 2051                   |            | Марка «Україна–мати» | Літерний номінал «U»                                             | 24 серпня 2023 року    | 600 000   | Зінаїда Кубар                                                     |
| № 2052                   |            | Марка «Вічна пам'ять!» | Літерний номінал «U» + 3,00 грн.                                 | 29 серпня 2023 року    | 500 000   | Олег Шупляк                                                       |
| Блок № 203 (№ 2053—2056) |            | Поштовий блок «Міста Героїв. Харківщина» - «Міста Героїв. Харків». - «Міста Героїв. Балаклія». - «Міста Героїв. Куп'янськ». - «Міста Героїв. Ізюм». | Літерний номінал «M»                                             | 14 вересня 2023 року   | 75 000    | Дизайн поштового випуску розроблено креативною агенцією I AM IDEA |
| Блок № 204 (№ 2057—2062) |            | Поштовий блок «Зброя Перемоги. Світ з Україною» - «Challenger 2». - «Зброя Перемоги. Світ з Україною». - «Leopard 2». - «Patriot®». - «CAESAR». - «M2 Bradley». | Літерний номінал «F» +2,00 грн.                                  | 29 вересня 2023 року   | 160 000   | С.Харук, О.Харук                                                  |
| № 2063                   |            | Марка «Хрест бойових заслуг» | Літерний номінал «L»                                             | 26 жовтня 2023 року    | 450 000   | Володимир Таран                                                   |
| Блок № 205 (№ 2064—2065) |            | Поштовий блок «Героїчні професії. Залізні люди» - «Евакуаційний потяг. Херсон →». - «→ Львів. Евакуаційний потяг». | Літерний номінал «W»                                             | 01 листопада 2023 року | 150 000   | Віктор Грудаков                                                   |
| № 2066                   |            | Марка «Подарунки Святого Миколая» | Літерний номінал «M» + 5,00 грн.                                 | 6 грудня 2023 року     | 600 000   | Кость Лавро                                                       |
| Блок № 200 (№ 2067—2069) |            | Поштовий блок «Українські колядки в Києво-Печерській лаврі» - «Успенський собор. XVII ст. (Київ)». - «Даруй літа щасливії нашій славній Україні». - «Успенський собор. XVIII—XX ст. (Київ)». | Літерний номінал «X», літерний номінал «F», літерний номінал «X» | 22 грудня 2023 року    | 140 000   | Миколай Кочубей                                                   |

## Випуски стандартних марок

### Десятий випуск стандартних поштових марок («Писанки»)
| № у каталозі | Зображення | Опис та джерело                                     | Номінал              | Дата введення в обіг | Тираж     | Дизайн              |
| ------------ | ---------- | --------------------------------------------------- | -------------------- | -------------------- | --------- | ------------------- |
| № 2033       |            | «Писанки»: Івано-Франківська область, с. Тростянець | Літерний номінал «Н» | 21 квітня 2023 року  | 1 000 000 | Наталія Андрійченко |
| № 2034       |            | «Писанки»: Гуцульщина                               | Літерний номінал «Т» | 21 квітня 2023 року  | 3 500 000 | Наталія Андрійченко |
| № 2035       |            | «Писанки»: Одеська обл.                             | Літерний номінал «L» | 12 вересня 2023 року | 1 000 000 | Наталія Андрійченко |
| № 2036       |            | «Писанки»: Волинська обл.                           | Літерний номінал «F» | 12 вересня 2023 року | 1 000 000 | Наталія Андрійченко |
| № 2037       |            | «Писанки»: Чернівецька обл., с. Виженка             | Літерний номінал «X» | 12 вересня 2023 року | 1 000 000 | Наталія Андрійченко |

## Конверти першого дня гашення
| № у каталозі                  | Конверт | Штемпель | Опис та джерело                                                                                 | Дата введення в обіг | Тираж  | Дизайн             |
| ----------------------------- | ------- | -------- | ----------------------------------------------------------------------------------------------- | -------------------- | ------ | ------------------ |
| № КПД 823 № ШПД 940           |         |          | Воїни світла. Воїни добра                                                                       | 15 лютого 2023 року  | 50 000 | Олександр Нікітюк  |
| № КПД 824 № ШПД 941           |         |          | ПТН ПНХ!                                                                                        | 24 лютого 2023 року  | 50 000 | Бенксі             |
| № КПД 825 № ШПД 942           |         |          | Не забудемо! Не пробачимо! Буча. Ірпінь. Гостомель                                              | 31 березня 2023 року | 40 000 | Софія Рябоконь     |
| № КПД 826 № ШПД 943 № ШПД 944 |         |          | Kalush Orchestra                                                                                | 10 квітня 2023 року  | 40 000 | Олеся Вакуленко    |
| № КПД 815 № ШПД 945           |         |          | Десятий стандартний випуск поштових марок. Українська писанка                                   | 21 квітня 2023 року  | 50 000 | Наталія Кохаль     |
| № КПД 828 № ШПД 947           |         |          | Слава Силам оборони і безпеки України! Гвардія наступу                                          | 9 травня 2023 року   | 50 000 | Олександр Охапкін  |
| № КПД 829 № ШПД 948           |         |          | EUROPA. Мир — найвища цінність людства                                                          | 24 травня 2023 року  | 40 000 | Нато Мікеладзе     |
| № КПД 830 № ШПД 949           |         |          | Діти Перемоги малюють Україну майбутнього                                                       | 1 червня 2023 року   | 50 000 | Корнелія Андрійчук |
| № КПД 831 № ШПД 950           |         |          | Слава Силам оборони і безпеки України! Головне управління розвідки Міністерства оборони України | 30 червня 2023 року  | 50 000 | Олександр Охапкін  |
| № КПД 832 № ШПД 951           |         |          | Слава Силам оборони і безпеки України! Служба безпеки України                                   | 26 липня 2023 року   | 50 000 | Олександр Охапкін  |
| № КПД 833 № ШПД 952           |         |          | Винищувачі зла                                                                                  | 4 серпня 2023 року   | 50 000 | Максим Паленко     |
| № КПД 834 № ШПД 953           |         |          | Україна–мати                                                                                    | 24 серпня 2023 року  | 50 000 | Зінаїда Кубар      |
| № КПД 835 № ШПД 954           |         |          | Вічна пам'ять!                                                                                  | 29 серпня 2023 року  | 50 000 | Олег Шупляк        |